# Paul Doumer
Paul Doumer (ur. 22 marca 1857 w Aurillac, zm. 7 maja 1932 w Paryżu) –  publicysta, polityk i prezydent Francji.

## Życiorys
Urodził się w Aurillac, w departamencie Cantal. Karierę rozpoczął w 1888 jako radykalny deputowany. Posłem pozostał do 1895. W 1894 postawił wniosek o wprowadzenie podatku dochodowego. W latach 1895–1896 był ministrem skarbu. W latach 1897–1902 sprawował urząd gubernatora generalnego Indochin Francuskich. W latach 1905–1906 przewodniczący Izby Deputowanych. Od 1912 senator. Od 1917 minister bez teki. Zajmował się też finansami kraju w latach 1921–1922 jako minister skarbu. Urząd ten piastował powtórnie w latach 1925–1926 w gabinecie Aristide'a Brianda. W 1927 został prezydentem Senatu.
W 1931 został wybrany na prezydenta Francji, w głosowaniu w Zgromadzeniu Narodowym pokonując Aristide'a Brianda.
6 maja 1932 rosyjski emigrant Paul Gorguloff dokonał zamachu na jego życie. Doumer został ciężko ranny, zmarł następnego dnia w wyniku odniesionych ran.